# Capilline
Capilline is een organische verbinding die in de natuur voorkomt, meer bepaald in de etherische olie van een  aantal Artemisia-soorten, waaronder Artemisia monosperma en dragon (Artemisia dracunculus). De stof werd in 1956 geïsoleerd uit Artemisia capillaris.
Capilline is een alkynylverbinding met twee drievoudige koolstof-koolstofbindingen. Het is tevens een ynon, dit is een keton waarbij de carbonylgroep geconjugeerd is met de drievoudige binding.
Capilline is een biologisch actieve stof. Ze bezit een sterke schimmelwerende werking en ze is mogelijk antitumoraal; ze vertoont cytotoxische activiteit en zou apoptose kunnen veroorzaken van bepaalde humane tumorcellen.